# Dicranosepsis
Dicranosepsis är ett släkte av tvåvingar. Dicranosepsis ingår i familjen svängflugor.

## Dottertaxa tillDicranosepsis, i alfabetisk ordning[1]
- Dicranosepsis barbata
- Dicranosepsis bicolor
- Dicranosepsis breviappendiculata
- Dicranosepsis cavernosa
- Dicranosepsis coryphea
- Dicranosepsis crinita
- Dicranosepsis distincta
- Dicranosepsis dudai
- Dicranosepsis emiliae
- Dicranosepsis hamata
- Dicranosepsis iwasai
- Dicranosepsis javanica
- Dicranosepsis kurahashii
- Dicranosepsis kyanyamaensis
- Dicranosepsis longa
- Dicranosepsis maculosa
- Dicranosepsis mirabilis
- Dicranosepsis monoseta
- Dicranosepsis montana
- Dicranosepsis nigrinodosa
- Dicranosepsis olfactoria
- Dicranosepsis papuana
- Dicranosepsis parva
- Dicranosepsis planitarsis
- Dicranosepsis pseudotibialis
- Dicranosepsis renschi
- Dicranosepsis revocans
- Dicranosepsis sauteri
- Dicranosepsis sinuosa
- Dicranosepsis stabilis
- Dicranosepsis takoensis
- Dicranosepsis tibialis
- Dicranosepsis transita
- Dicranosepsis trichordis
- Dicranosepsis unipilosa
- Dicranosepsis vietnamensis